# Miljøvidenparken
|  | Sammenskrivningsforslag Artiklen Miljøvidenparken er foreslået føjet ind i Gate 21. (Siden september 2021) Diskutér forslaget |

Miljøvidenparken er et projekthus for en "cleantech" kompetenceklynge beliggende i Albertslund, hvor kommuner, erhvervsliv og forskningsinstitutioner arbejder sammen om at udvikle, afprøve, demonstrere og implementere nye løsninger inden for klima, energi og miljø. Miljøvidenparken faciliterer projekter på tværs af de tilknyttede partnere. Det giver mulighed for at gennemføre projekter med stor volumen, at sammensætte og udnytte parternes kompetencer optimalt samt at tiltrække ekstern funding.

## Baggrund
Miljøvidenparken blev stiftet som forening i sommeren 2007 som et samarbejde mellem Albertslund Kommune, Dansk Byggeri, COWI, Teknologisk Institut og VEKS, med medlem af Folketingets energiudvalg Anne Grete Holmsgaard som formand for bestyrelsen. September 2009 åbner Miljøvidenparken som center beliggende i Albertslund med egne ansatte og med en lang række partnere bag sig; herunder 7 kommuner i Københavns Vestegnsarbejde samt store entreprenørvirksomheder, arkitekter, rådgivende ingeniører, forsyningsselskaber, producenter, organisationer og forskningsinstitutioner.
Miljøvidenparken gør det muligt for partnerkommunerne at deltage i udvikling, afprøvning, demonstration og implementering af nye løsninger indenfor klima, energi og miljø på et langt højere niveau end det ellers ville være muligt for den enkelte kommune. Kommunerne står de kommende år overfor store udfordringer indenfor klimaløsninger og energibesparelser. Miljøvidenparken giver partnerkommunerne mulighed for udvikling af nye, bedre løsninger og koncepter, et væsentligt kompetenceløft af medarbejdere samt udveksling af viden og kunnen med de tilknyttede virksomheder, forskningsenheder og øvrige partnerkommuner gennem udførelse af fælles projekter med udgangspunkt i kommunernes behov. Der er tale om brugerdrevet innovation i stor skala.
Miljøvidenparken giver de tilknyttede virksomheder mulighed for at udvikle, afprøve, demonstrere og siden hen kommercialisere nye teknologier, koncepter, processer mv. indenfor klima, energi og miljø med udgangspunkt i partnerkommunerne som et meget stort laboratorium og demonstrationslokale. Virksomhederne får desuden gennem Miljøvidenparken mulighed for et indgående kendskab til partnerkommunernes behov og perspektivet er således kommunernes opgaveløsning som udgangspunkt for skabelse af et marked i milliardklassen for klima-, energi- og miljøløsninger. Det kan være et centralt element i skabelsen af grøn vækst og øget international konkurrencedygtighed på et område, som vil være i kraftig international vækst de kommende år.
Miljøvidenparken giver de tilknyttede forskningsinstitutioner mulighed for at udvikle og afprøve ny viden i fuld skala, hvor såvel partnerkommuner som -virksomheder kan bringes i spil som testaktører. Miljøvidenparken giver mulighed for at udvikle og omsætte forskningsresultater til praksis i reale projekter med kompetente partnere og mulighed for direkte formidling og omsætning af opnåede resultater.

## Aktuelt projekt støttet af Vækstforum Hovedstaden
Miljøvidenparken fik december 2008 i samarbejde med en lang række partnere tilsagn om støtte til ’Projekt energirigtig renovering’ af Vækstforum Hovedstaden. Projektet har et samlet budget på 37-40 mio. kr. over tre år med projektstart sommer 2009. Den endelige projektplan udfærdiges i løbet af foråret 2009.

### Projektet omfatter følgende indholdsspor

#### Energirigtig renovering af offentlige bygninger og belysning
Kommunernes egen bygningsmasse og belysningsanlæg sættes i spil, så renoveringsprojekter som gennemføres i de kommende år fremtidssikres. Der arbejdes med energirigtige renoveringskoncepter, design og innovative løsninger, organisering af byggeprocesser og ledelse, udvikling af digitalisering og nye værktøjer.

#### Energirigtig renovering af boligområder
Der laves projekter for at fremme energirigtig renovering i forhold til dels den almene sektor og dels den private sektor. F.eks. arbejdes med partnerskaber, nye renoveringskoncepter, ejer- og beboermotivation, livstidsregnskaber, nye renoveringsmetoder og metoder til reduktion af byggegener.

#### Forsyning
Der sættes fokus på fremtidens fjernvarmeforsyning og fremme af den vedvarende energi som forsyningskilde i den tætte by.

#### Styring, drift og adfærd i offentlige bygninger
Innovative løsninger indenfor styring af energiforbrug i de offentlige bygninger, brug af intelligente bygningsmaterialer, udvikling af livsenergiregnskab og metoder til motivering af ændret adfærd er elementer indenfor dette område.
På tværs af disse spor arbejdes med kommunikation af projektresultater mv. samt kompetenceudvikling af relevante aktører.